# D-WARS ディー・ウォーズ
『D-WARS ディー・ウォーズ』（原題：D-War）は、2007年公開の韓国映画。監督はシム・ヒョンレで、『怪獣大決戦ヤンガリー』に続く同氏による怪獣映画である。

## あらすじ
テレビレポーターのイーサンはロサンゼルス郊外で起きた大規模な陥没事故の取材中、化石のような鱗を目にする。15年前、イーサンは古物商で同じようなものを手渡されていた。古物商の主人ジャックは500年前の朝鮮で起きた聖なる蛇イモギと邪なる蛇ブラキの戦いが再び起きようとしているという。その鍵を握るのは500年の時を超えて転生を遂げ、蛇を竜に進化させるという天の宝玉を体内に秘めた運命の女性サラであるという。その女性を巡りロサンゼルスにて戦争が始まる。

## 登場生物

### イモギ（Imoogi）
天から遣わされた聖なる大蛇で、ブラキよりも灰や蒼い体色と柔和な顔つきをしており、より丸みを帯びた美しい姿を持つ。
穏やかな性格で、500年ごとにブラキと戦ってきた。500年前は朝鮮半島の沿岸に棲んでいたが、ブラキとその軍団の襲撃の際、宝玉をイモギに与えるために愛するナリン（サラの前世）を犠牲にすることをためらったハラム（イーサンの前世）が二人で逃げ、ブラキの魔の手から逃れるために二人で身を投げたこともあり、人間を守るのには間に合わなかった。
500年後のロサンゼルスで、天の力が込められたメダリオンによってブラキの軍団が一掃された後に出現してブラキと戦った。自身と同じ大きさのブラキを軽々と投げ飛ばす力を持つ。首を顎でかみ砕かれて絶命したように思われたが実際は衰弱していただけである。
宝玉を得て竜に進化し、空を飛び圧倒的な力でブラキを攻撃し、一度着弾すれば対象を燃やし尽くす火球を口から発射してブラキを倒した。
映画の公開前に公開されていた竜のデザインの方がよりイモギを思わせる体色や頭の形をしており、完成版と異なり頭部に毛髪があったが、ブルコーたちと共に飛行していたので立ち位置は不明である。

### ブラキ（Buraki）
邪悪な大蛇で、堕落したイモギだとされる。イモギよりも赤みを帯びた体色やコブラの意匠が強くとげとげしい。顎の力や防御力が強く、近代兵器も通用しない。非常に素早いだけでなく静かに行動できる。暗雲を呼び、突然ロサンゼルスに現れる、様々な生物を魔獣に変えるなど魔力を持つが、竜やブルコーのように炎は吐かない。
獲物をどこからでも察知する。ブラキが宝玉を手に入れて悪竜となれば、世界は破滅するとされる。
ブラキを崇拝する「Atrox Army」は魔術を扱い、所属する魔獣たちもブラキの魔力によって生成された。

### Shaconne
獣脚類の恐竜のような姿をしている。竜のような鼻面をしているが角は持たず、劇中での角は装飾品である。
予告編では多数が突撃していた。

### ブルコー（Bulco）
西洋のドラゴンのような姿をした角のない6肢の翼竜で、火球を吐く。基となった生物は鳥である。ビルの壁面に留まり、コウモリのように一斉に飛び立つ。軍用ヘリの裏をかくなど、知能があると思われる。

### Dawdler
肥えたカバのような姿をしているが尻尾のある巨大な爬虫類で、脚は一対しかない。背中の鞍にはミサイルのような榴弾を発射する砲台が連装されている。

## キャスト
| 役名                   | 俳優                 | 日本語吹替 |
| ---------------------- | -------------------- | ---------- |
| イーサン・ケンドリック | ジェイソン・ベア     | 坂詰貴之   |
| サラ・ダニエルズ       | アマンダ・ブルックス | 安藤瞳     |
| ジャック               | ロバート・フォスター | 柴田秀勝   |
| ブランディ             | エイミー・ガルシア   | 冠野智美   |
| ブルース               | クレイグ・ロビンソン | 乃村健次   |
| フランク・ピンスキー   | クリス・マルケイ     | 諸角憲一   |
| ジュダ・キャンベル     | ジョン・アレス       |            |
| リンダ・ペレス         | エリザベス・ペーニャ | 宮寺智子   |
|                        | ビリー・ガーデル     |            |
|                        | ホームズ・オズボーン |            |
|                        | ニコール・ロビンソン |            |
|                        | ジェフリー・ピアソン |            |

- その他の声の吹き替え：田久保修平／平松孝朗／西健亮／永田昌康／林りんこ／澤田将考／武田華／田坂浩樹／中川慶一／三ツ木勇気／矢田耕司

## 評価

### 興行収入
韓国国内では観客動員が870万人を超え、2007年の観客動員数1位作品となり、当時の歴代興行成績でも5位に入るなど大ヒットを遂げた。
北アメリカでは『D-War: Dragon Wars』というタイトルで公開された。2275スクリーンで公開され、週末興行収入で初登場5位、累計興行収入は約1100万ドル弱となった。
日本では製作側が500スクリーンという大規模（『崖の上のポニョ』で公開時481スクリーン）で2007年末の正月映画としての公開を希望していたが、公開されずにいた。韓国での公開から1年以上経過した2008年の11月に、100スクリーンに満たない小規模（それでも2008年に公開された韓国映画では最大規模）で公開された。インターネット等でアメリカにおいて酷評されたことが知れ渡っていることもあって、興行成績は週間でトップ10に入ることは一度もなく興行収入は8000万円足らずに終わった。

### 批評
韓国国内でもヒットはしたものの、映画関係者からの映画としての評判は少なからず芳しくなかった。
アメリカ合衆国ではマスコミ、映画ファンから「おそるべき編集、大根役者、どうにもならないストーリー、CGI時代のエド・ウッドの再来だ」（ugo.com）「ハリウッドリメイク版『ゴジラ』がよく見える」「CGはよくできているが、プロットは笑える、セリフは笑える、チープなユーモアはあるが、映画として楽しめるとは言い難い」（hollywoodreporter.com）、「星ゼロ個」「エド・ウッドに7500万ドルとCGを与えたらできる映画」「シム・ヒョンレはウーヴェ・ボルのペンネームか?」「この数十年間で語りぐさになる大作映画の失敗例」（themovieboy）などと総じて酷評され、アメリカの著名なレビューサイト「ain't it cool.com」からは2007年の最悪映画のひとつとして挙げられた。オンライン版『ニューヨーク・タイムズ』では映画記事のトップに「ドラゴンさえあればプロットなどいらない」などと冷笑を込められたレビューが掲載され、その影響で一時期、nytimes.comでもっとも検索された語句となった。
また、ケーブルテレビでの過剰な宣伝方法が嫌われ、WWEで「Don't see D-WARS」というプラカードを掲げた観客がいたことも報じられた。

## その後
2016年3月に、中国資本によって続編の制作が発表された。